# Antymon
Antymon (Sb, łac. stibium) – pierwiastek chemiczny z grupy metaloidów.
Występuje w czterech odmianach alotropowych: żółtej, srebrzystobiałej (antymon metaliczny), czarnej i wybuchowej. Znany od starożytności.

## Charakterystyka

Alchemiczny symbol antymonu

Antymon nie reaguje z kwasami nieutleniającymi. Gorący stężony kwas siarkowy wprowadza go do roztworu w postaci jonów Sb3+
, a gorący stężony kwas azotowy przeprowadza go w biały i trudno rozpuszczalny kwas antymonowy. Występuje w roztworze w postaci jonów Sb3+
, SbO−
2 (antymoniny) oraz SbO−
3 (antymoniany).
Antymon tworzy trzy tlenki: SbIII

2O
3, SbV

2O
5 oraz mieszany SbIII
SbV
O
4. Antymonyl (−Sb=O) tworzy rozpuszczalny kompleks z kwasem winowym, winian antymonylu i potasu K(SbO)C
4H
4O
6, znany jako środek wymiotny „emetyk” (łac. emeticus – wymioty).
Izotop 125
Sb emituje cząstki beta o energiach od 94 do 621 keV oraz promienie gamma o energiach od 35 do 671 keV. Gromadzi się w płucach i kościach. 

## Występowanie
Przybliżona zawartość antymonu w skorupie ziemskiej wynosi od 0,2 do 0,5 ppm (ok. 0,000023% wagowo). Rudami antymonu są antymonit (Sb
2S
3) i ulmanit (NiSbS).

## Zastosowania
Stosowany w stopach drukarskich i łożyskowych oraz jako utwardzacz w stopach ołowiu.
Jest składnikiem masy pokrywającej główki zapałek.
Domieszkuje się nim półprzewodniki (na przykład antymonek indu tworzy półprzewodniki typu „n”).
W postaci antymonoglukonianu sodu stosowany w farmakoterapii lejszmaniozy.
Dawniej do wywoływania biegunki używano tzw. pigułki wieczystej – małej kulki antymonu, która po połknięciu powodowała „gwałtowne przeczyszczenie wnętrzności”, po czym mogła być użyta ponownie.